# Гаттенбергер, Константин Константинович
Константин Константинович Гаттенбергер (1843—1893) — российский юрист, экономист и педагог; ординарный профессор Харьковского университета по кафедре полицейского права.

## Биография
Родился 16 (28) декабря 1843 года в Санкт-Петербурге. Его отец, Константин Францевич Гаттенбергер, правитель хозяйственной части Смольного института, был католиком, мать, Екатерина Антоновна, — православная. Первоначальное образование получил в Первой Санкт-Петербургской гимназии, по окончании которой в 1862 году, поступил в Харьковский университет и в 1866 году окончил его юридический факультет со степенью кандидата прав. Поступил на службу в Харьковскую казённую палату. Своими студенческими работами, ответами на экзаменах, а также и высказанным хорошим мнением профессора И. П. Сокальского о представленном в факультет сочинении Гаттенбергера «Понятие о деньгах в науке и их значение в народной экономии» он обратил внимание на себя юридического факультета и вскоре по окончании университета, в декабре 1866 года, Советом университета был назначен стипендиатом для приготовления к профессорскому званию по предмету полицейского права.
В марте 1868 года выдержал магистерский экзамен и 22 ноября был допущен к чтению лекций в качестве приват-доцента по кафедре полицейского права; 17 мая 1870 года защитил диссертацию: «Влияние русского законодательства на производительность торгового банкового кредита»; 19 мая того же года был утверждён Советом в степени магистра полицейского права и 5 декабря определён штатным доцентом. М. М. Ковалевский называет Гаттенбергера экономистом и пишет, что им под названием полицейского права преподавалась прикладная экономическая наука.
В апреле 1872 года (по разным сведениям 12 или 28) защитил на юридическом факультете Киевского университета докторскую диссертацию: «Законодательство и биржевая спекуляция»; его официальным оппонентом был Николай Христианович Бунге, который чрезвычайно лестно отозвался о его работе.
В мае 1872 года он был избран Советом Харьковского университета в экстраординарные профессора (утверждён 16 июня), а в апреле 1873 года — в ординарные.
В декабре 1872 года К. К. Гаттенбергер был командирован на два года за границу с научной целью. Результатом его работы за границей по непосредственным источникам стал труд: «Венский кризис 1873 года» изданный в 1877 году. Изучая в вакационное время условия развития заграничной экономической жизни, знакомясь с мерами западноевропейской народно-хозяйственной политики и с деятельностью общественных учреждений, Гаттенбергер в то же время старательно изучал и своеобразные условия русской экономической жизни, находившей яркое освещение в его трудах. И. Кауфман отмечает в Гаттенбергере замечательную способность удачно выбирать темы для своих трудов и обстоятельно и полно их разрабатывать. Но в то же время И. Кауфман находит и некоторые недостатки в его труде «Венский кризис 1873 года»: те основные научные начала, которыми кризис объясняется, «или совсем обойдены, заменены произвольными объяснениями, или же обставлены неправильностями».
Одним из последних трудов Гаттенбергера был: «Австрийские сберегательные кассы и австрийский почтовый банк» (1891), написанный весьма обстоятельно и затронувший впервые в русской литературе вопрос об исключительной для Австрии комбинации соединения сберегательных касс нового образца (почтовые) с текущими счетами.
Умер 18 (30) мая 1893 года в Харькове.

## Научная и преподавательская деятельность
Научные работы Константина Константиновича Гаттенбергера относятся к трём областям экономики: кредит и банки; методология экономических наук; кооперации и товарищества рабочих; им были написаны сочинения о методологических вопросах в экономической науке, о сберегательных кассах, о бумажных деньгах, о страховании. По мнению M. M. Алексеенко, Гаттенбергер «как ученый прекрасно владел методом и отличался замечательной научной выдержкой. Он умел точно ограничивать предмет изучения и в этой отмежеванной сфере он, не сходя с логического пути, с глубиной, ясностью и обстоятельностью устанавливал причинную связь между явлениями и разоблачал ходячие заблуждения». При этом М. М. Алексеенко отмечает и его чрезвычайную научную добросовестность: «в границах, которые он ставил себе для исследования, он всесторонне изучил соответствующую литературу предмета, старался не опускать даже мелких фактов, изучая их главным образом по непосредственным источникам, которые классифицировались, пополнялись, изменялись, очищались, пока наконец становились годными в качестве составных частей книги или статьи».
В своей преподавательской деятельности Гаттенбергер держался метода сжатого научного изложения, без лишних фраз и эффектного освещения, логически и беспристрастно выводя перед слушателями свои научные положения. Острые вопросы общественно-политической жизни и её борьба интересовали его лишь с научной точки зрения, в круг которой он совершенно замкнулся. Лишь иногда он был вынужден высказывать мнения по различным конкретным вопросам текущей общественной жизни, но своими неохотными ответами в виде теорем, которые еще требовалось разрешать, он не удовлетворял практиков, требующих от него готовых формул.
В своей частной жизни Гаттенбергер держался простого и строгого образа жизни, отличаясь большой нетребовательностью. Ко всем нуждающимся и слабым он относился с трогательной заботливостью, готовый сейчас же прийти на помощь. Будучи нелюдимым, но обладая чистым сердцем, прямым и открытым характером, он в сношениях с людьми был всегда кроток и гуманен.

## Сочинения
- Влияние русского законодательства на производительность торгового банкового кредита : [Дис.] К. Гаттенбергера. — Харьков : Унив. тип., 1870. — [6], 157 с.
- Законодательство и биржевая спекуляция. — Харьков : Унив. тип., 1872. — [2], 256, 4 с.
- Венский кризис 1873 года. — Санкт-Петербург : тип. В. Безобразова и К°, 1877. — [4], 190, [1] с.
- Австрийские сберегательные кассы и австрийский почтовый банк. — [Санкт-Петербург] : тип. Сев. телегр. агентства, ценз. 1891. — 86 с.